# Joe Nieves
Joe Nieves (* 22. November 1977 in Brooklyn, New York City) ist ein US-amerikanischer Filmschauspieler. 

## Leben und Karriere
Joe Nieves war Student an der Fairleigh Dickinson University in New Jersey und ist seit Ende der 1990er Jahre als Schauspieler tätig. Er wurde in Deutschland vor allem für die Rolle des Barbesitzers „Carl MacLaren“ in How I Met Your Mother ab 2005 bekannt. In der Sitcom Mittendrin und kein Entkommen, die von einer Großfamilie handelt, spielte er „Tom Diaz“, den Vater der sieben Kinder ab 2016. Nieves selbst hat zwei Kinder. Insgesamt wirkte er in 60 Produktionen mit, dabei überwiegend fürs Fernsehen.

## Filmografie (Auswahl)
- 1996: The Blackberry Inn (1 Folge)
- 1999: Night Affairs (1 Folge)
- 1999: Ryan Caulfield: Year One (2 Folgen)
- 1999–2005: New York Cops – NYPD Blue (4 Folgen)
- 2000: New York Life (1 Folge)
- 2002: Akte X – Die unheimlichen Fälle des FBI (The X-Files, 1 Folge)
- 2002: First Monday (1 Folge)
- 2002: Für alle Fälle Amy (Judging Amy, 1 Folge)
- 2002: Silent Justice – Selbstjustiz (Cottonmouth)
- 2002: Six Feet Under – Gestorben wird immer (Six Feet Under, 1 Folge)
- 2003: Becker (1 Folge)
- 2003: A. U. S. A. (1 Folge)
- 2004: Schatten der Leidenschaft (The Young and the Restless, 2 Folgen)
- 2005: CSI: Vegas (1 Folge)
- 2005: Emergency Room – Die Notaufnahme (ER, 1 Folge)
- 2005: Over There – Kommando Irak (Over There, 1 Folge)
- 2005: Without a Trace – Spurlos verschwunden (Without a Trace, 1 Folge)
- 2005–2014: How I Met Your Mother (19 Folgen)
- 2006: Standoff (1 Folge)
- 2006: Gamers
- 2006–2007: Day Break (13 Folgen)
- 2007: Bones – Die Knochenjägerin (Bones, 1 Folge)
- 2007: Gordon Glass
- 2008: Cold Case – Kein Opfer ist je vergessen (Cold Case, 1 Folge)
- 2008: Private Practice (1 Folge)
- 2008: Raising the Bar (1 Folge)
- 2008: The Shield – Gesetz der Gewalt (The Shield, 1 Folge)
- 2008: Float
- 2008: Remembering Phil
- 2008: Turnover (1 Folge)
- 2009: Shrink
- 2010: 24: Twenty Four (2 Folgen)
- 2010: Castle (1 Folge)
- 2011: Prime Suspect (1 Folge)
- 2011: L. A. Noire (1 Folge)
- 2011: The Naked Eye (1 Folge)
- 2012: Bloodsport – The Red Canvas (1 Folge)
- 2012: CSI: New York (1 Folge)
- 2012: Grey’s Anatomy (1 Folge)
- 2012: Southland (2 Folgen)
- 2013: The Bling Ring
- 2013: The Mentalist (3 Folgen)
- 2013: West End
- 2014: Electric Slide
- 2015: Navy CIS: L.A. (1 Folge)
- 2015: Sun Choke
- 2016: Rizzoli & Isles (1 Folge)
- 2016: Kill the King
- 2016–2018: Mittendrin und kein Entkommen (Stuck in the Middle, 57 Folgen)
- 2017: Modern Family (1 Folge)
- 2018: Navy CIS (1 Folge)
- 2019: Blue Bloods – Crime Scene New York (1 Folge)
- 2019: Seattle Firefighters – Die jungen Helden (1 Folge)
- 2022: How I Met Your Father (1 Folge)